# Eriospermum kirkii
Eriospermum kirkii är en sparrisväxtart som beskrevs av John Gilbert Baker. Eriospermum kirkii ingår i släktet Eriospermum och familjen sparrisväxter. Inga underarter finns listade i Catalogue of Life.